# U Teng Iok
U Teng Iok (chinesisch 余婷鈺, Pinyin Yú Tíngyù; * 2. Dezember 1995) ist eine Badmintonspielerin aus Macau. 

## Karriere
U Teng Iok nahm 2013 an den Badminton-Juniorenweltmeisterschaft teil. Im gleich Jahr war sie auch erstmals im Grand Prix bei den Erwachsenen am Start. 2014 startete sie bei den Erwachsenen bei den Asienspielen, wobei sie im Dameneinzel und im Mannschaftskampf antrat. Als beste Platzierung verzeichnete sie dabei die Achtelfinalteilnahme mit der Mannschaft.